# Karl Karmarsch
Karl Karmarsch (17 de octubre de 1803, Viena - 24 de marzo de 1879) era un educador alemán, director de la fundación de la Escuela Politécnica de Hannover, para más tarde convertirse en la Universidad de Hannover.
De 1817 a 1823, se asoció con el Instituto Politécnico de Viena, donde fue discípulo de Georg Altmütter (1787-1858). Desde 1830 hasta su jubilación en 1875, se desempeñó como director de Hanover, en 1863, fue elegido miembro extranjero de la Real Academia Sueca de Ciencias.
Karmarsch fue un promotor de una mayor educación técnica en Alemania, y es considerado un pionero de la tecnología mecánica. Con Johann Joseph von Prechtl (1778-1854), fue el editor de varios volúmenes de enciclopedia de la tecnología llamada Technologische Encyklopädie oder alphabetisches Handbuch der Technologie, technischen der Chemie und des Maschinenwesens . Otros principales obras de Karmarsch incluyen:
- Grundriss mechanischen der Technologie , dos volúmenes de 1837 a 1841 - Esquema de la tecnología mecánica.
- Geschichte der Technologie Seit Der Mitte Des Achtzehnten Jahrhundert , 1872 - Historia de la tecnología desde mediados del siglo XVIII.[1]
- Die höhere Gewerbeschule in Hannover: Erläuterungen über Zweck, Einrichtung und Nutzen derselben. Hannover: Hahn 1831
  - zweite, sehr erweiterte Auflage, „Mit drei Blättern Abbildungen des Gebäudes der Anstalt“, Hannover: Hahnsche Hofbuchhandlung, 1856, S. 154 u.ö., en Internet über Google-Bücher
- Handbuch der mechanischen Technologie. Hannover: Helwing, 1851–1876 (spätere Ausgabe des „Grundriß“).

## Bibliografía

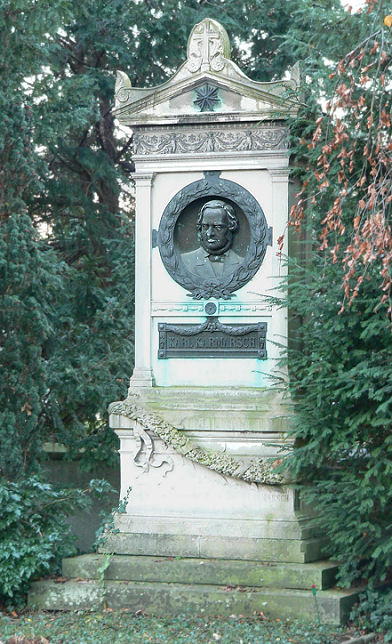
Tumba en el cementerio Engesohde
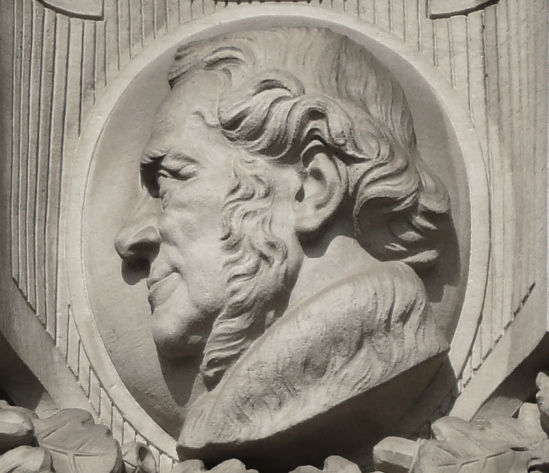
Karl Karmarsch como un medallón de retrato en el Nuevo Ayuntamiento de Hannover
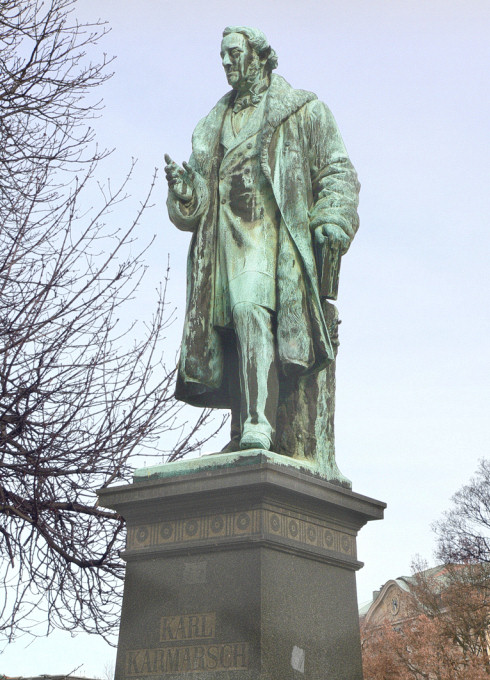
Estatua de bronce de George Street
Impresión de la asociación comercial para el Reino de Hannover en 1846